# Sadik Mujkič
Sadik Mujkič (født 29. februar 1968 i Jesenice) er en slovensk tidligere roer og dobbelt olympisk medaljevinder.

## Rokarriere
Mujkič gjorde første gang for alvor opmærksom på sig selv, da han sammen med Sašo Mirjanič blev juniorverdensmester for Jugoslavien i 1986 i toer uden styrmand. Ved OL 1988 i Seoul roede han igen toer uden styrmand, denne gang sammen med Bojan Prešern. De vandt deres indledende heat og blev nummer to i deres semifinale. I finalen var det de britiske favoritter, Andy Holmes og Steve Redgrave, der vandt guld, mens rumænerne Dragoș Neagu og Dănuț Dobre vandt sølv og slovenerne bronze. 
Mujkič stillede op i firer uden styrmand for det nu uafhængige Slovenien sammen med Sašo Mirjanič, Janez Klemenčič og Milan Janša ved OL 1992 i Barcelona. De blev nummer tre i deres indledende heat og nummer to i deres semifinale, og i finalen var australierne bedst og vandt guld, mens USA tog sølvmedaljerne og slovenerne bronze ganske tæt foran tyskerne. Mujkič var med i samme disciplin ved OL 1996 i Atlanta, hvor det blev til en fjerdeplads.

## OL-medaljer
- 1988:  Bronze i toer uden styrmand
- 1992:  Bronze i firer uden styrmand